# Fiat 527
Fiat 527 är en personbil, tillverkad av den italienska biltillverkaren Fiat mellan 1934 och 1936.
527 var en sexcylindrig version av 518 Ardita. Modellen kallades även Ardita 2500. Bilen byggdes bara med sedan-kaross.
Tillverkningen uppgick till 1 000 exemplar.

## Motorer
| Modell | Årsmodell | Motor             | Cylindervolym | Effekt | Bränslesystem   |
| ------ | --------- | ----------------- | ------------- | ------ | --------------- |
| 2500   | 1934-36   | 6-cyl radmotor sv | 2516 cm³      | 52 hk  | Enkel förgasare |
| 2500 S | 1934-36   | 6-cyl radmotor sv | 2516 cm³      | 60 hk  | Enkel förgasare |